# Lorenz Hiltner
Lorenz Hiltner, né le 30 novembre 1862 à Neumarkt en royaume de Bavière et mort le 6 juin 1923 à Munich, était un agronome et microbiologiste allemand, père du concept de rhizosphère et pionnier de l'écologie microbienne de la rhizosphère.

## Biographie
Lorenz Hiltner naît le 30 novembre 1862 à Neumarkt. Après des études primaires et secondaires à Neumarkt, il obtient une bourse pour étudier les sciences naturelles à Nuremberg avec une spécialisation en zoologie et en botanique. En 1882, il obtient une bourse lui permettant d'étudier pour une courte période à l'Institut de Zoologie de l'Université de Naples. 
Il meurt d'une attaque inopinée le 6 juin 1923 dans son bureau à Munich.
Son fils aîné Erhard Hiltner (de) (né en 1893) poursuivit ses recherches, publiant notamment en 1929 une seconde édition de son livre Pflanzenschutz nach Monaten geordnet (protection des plantes au fil des saisons).

## Travaux scientifiques
En 1885, il devient l'assistant de Friedrich Nobbe (de), un expert en contrôle de la qualité des semences à la station de recherche de physiologie des plantes de Tharandt. Ils conduisent ensemble des études sur les relations symbiotiques des fabacées (légumineuses) avec certaines bactéries du sol au niveau des nodules racinaires, dans la lignée des récents travaux de Hellriegel et Wilfarth (de). Ces études débouchent sur le développement des premières cultures d'inoculums de bactéries,. Il conduit également à Tharandt des études sur l'importance des nodules racinaires dans la nutrition azotée de l'Aulne glutineux.
Dans le même temps, Hiltner prépare une thèse sur « les maladies des plantes d'intérêt horticole et agronomiques causées par le champignon Botrytis cinerea et leur traitement », qu'il présente en 1892 à l'Université d'Erlangen et grâce à laquelle il obtient un doctorat.
En 1902, il devient directeur de l'Institut Royal d'Agriculture et de Botanique de Munich (königliche agrikulturbotanische Anstalt, qui deviendra en 1917 l'Institut Bavarois pour la croissance et la protection des plantes ).
Il est nommé professeur à l'Université Technique de Munich en 1903, puis obtient le titre de professeur honoraire en bactériologie agricole dans cette même université.
C'est en avril 1904, à l'occasion d'une conférence donnée à la coopérative agricole Deutsche Landwirtschafts-Gesellschaft, qu'il utilise le terme rhizosphère pour la première fois,.

## Publications
- Versuche über die Stickstoff–assimilation von Leguminosen (avec F. Nobbe et E. Hotter), 1891
- Einige durch Botrytis cinerea erzeugte Krankheiten gärtnerischer und landwirthschaftlicher Culturpflanzen und deren Bekämpfung. (thèse de fin de doctorat) 1892
- Impfet den Boden! (avec F. Nobbe), 1893
- Über die Bedeutung der Wurzelknöllchen von Alnus glutinosa für die Stickstoffernährung dieser Pflanze, 1894
- Über neuere Erfahrungen und Probleme aufdem Gebiete der Bodenbakteriologie unter besonderer Berücksichtigung der Gründüngung und Brache, 1904
- Pflanzenschutz, nach Monaten geordnet, 1909, 433 pages et 138 illustrations
- Über das schlechte Auflaufen und die Auswinterung des Getreides infolge Befalls des Saatgutes durch Fusarium, 1911
- Vermehrte Futtergewinnung aus der heimischen Pflanzenwelt, 1915